# Najemnik (film 1973)
Najemnik (ang. The Hireling) – brytyjski dramat obyczajowy z 1973 roku w reżyserii Alana Bridgesa. Adaptacja powieści L. P. Hartleya z 1957 roku pod tym samym tytułem.  

## Fabuła
Anglia lat 20. XX wieku. Młoda i urodziwa arystokratka lady Franklin usiłuje powrócić do równowagi psychicznej po śmierci męża. Jej matka wynajmuje jej limuzynę z szoferem Stevenem. Bardzo szybko pomiędzy tym dwojgiem ludzi pochodzących z różnych warstw społecznych nawiązuje się nić zrozumienia i sympatii. Rozmowy ze Stevenem oraz wprowadzenie jej do grona sponsorów lokalnego klubu bokserskiego, w którym Steven jest aktywnym działaczem, pomagają kobiecie odzyskać kondycję psychiczną. Jednak dla Stevena znajomość ta jest czymś więcej. Zakochuje się bez pamięci w młodej i atrakcyjnej kobiecie. Pewnego wieczoru podczas powrotu z rodzinnego wyjazdu wyznaje jej miłość. Ta odrzuca go. Po pewnym czasie Steven dowiaduje się, że arystokratka darzy uczuciem jego towarzysza frontowego i działacza macierzystego klubu bokserskiego, kapitana Cantripa. Wiadomość, że lady Franklin planuje poślubić Cantripa, doprowadza Steveana do rozpaczy. Pijany, przybywa do posiadłości Franklin, w czasie, gdy ta zabawia się ze swoim narzeczonym. Informuje ją o kochance Cantripa, wylewa swoją rozpacz. Następnie powraca do garażu i swoją limuzyną demoluje wszystko, co napotka na swojej drodze. 

## Obsada
- Robert Shaw – Steven Ledbetter
- Sarah Miles – lady Franklin
- Peter Egan – kapitan Hugh Cantrip
- Caroline Mortimer – Connie
- Elizabeth Sellars – matka lady Franklin
- Ian Hogg – Davis
- Christine Hargreaves – Doreen
- Lyndon Brook – doktor
- Patricia Lawrence – pani Hansen
- Petra Markham – Edith

i in. 

## Produkcja
Zdjęcia do filmu kręcono w Anglii na terenie następujących hrabstw:
- Berkshire (Windsor);
- Somerset (Bath);
- Surrey (Sutton Place);
- Wiltshire (Cherhill)[1].

## Odbiór
Film spotkał się z bardzo życzliwym przyjęciem krytyków. Otrzymał Złotą Palmę na 26. MFF w Cannes i trzy nagrody BAFTA. Po premierze w czerwcu '73 w Nowym Jorku zyskał na ogół przychylne recenzje krytyków zza oceanu. Chwalono aktorstwo i ogólną precyzję filmu, jednak zwracano uwagę na jego mało "wciągającą" fabułę. Amerykański krytyk filmowy Roger Ebert uznał, że doskonałe aktorstwo pary Shaw-Miles sprawia, iż film wydaje się lepszy, niż jest w rzeczywistości. 
Po latach krytycy uznają film Bridgesa za zapomniany, ale genialny. Brytyjski Instytut Filmowy klasyfikuje go w pierwszej dziesiątce najlepszych filmów brytyjskich 1973 roku. 
Film miał swoją premierą w Polsce w lecie 1974 roku. Rok wcześniej jego pojawienie się na ekranach świata anonsował na łamach tygodnika Film Aleksander Ledóchowski. Chwaląc w nim niemal wszystko, pisał o dziele Bridgesa jako o filmie wysokiej rangi.  

Film cechuje absolutna czystość stylowa, uzyskana dzięki dystansowi historycznemu; jest harmonijny jak utwór muzyczny. Przeniesienie akcji w lata dwudzieste pozwala ukazać w nieskażonym kształcie grę uczuć, jakby pierwotność ludzkiej natury. A także – związek między przeszłością i teraźniejszością: wtedy i dziś aktualne psychologiczne i społeczne determinaty ludzkiego losu.

Jednak już po pojawieniu się filmu na ekranach polskich kin wywołał on skrajnie odmienne recenzje. Piotr Krupicki uznawał obraz Bridgesa wprawdzie za piękny film o "doskonałej poprawności artystycznej i mistrzowskim opanowaniu rysunku psychologicznego", jednak nie wróżył mu w Polsce zbyt dużej oglądalności. Miała na tym zaważyć zbytnia "angielskość" filmu – rażąca i obca nie-wyspiarzom konserwatywność, a nawet anachroniczność. Nie pomylił się – film znalazł się na odległym, 96 miejscu pierwszej setki premier w kinach polskich w roku 1974 z rezultatem 209 tys. widzów. 
Zupełnie odmienną opinię wyrażał Jerzy Niecikowski. Nie rozumiejąc werdyktu jury w Cannes, przyrównywał Najemnika do podrzędnego melodramatu w stylu polskiej Trędowatej, o odpychających pseudospołecznych i pseudopsychologicznych treściach.   

"Najemnik" wydaje mi się całkowitym falsyfikatem. Pseudo-treści społeczne, pseudo-treści psychologiczne, całość, z której absolutnie nic nie wynika. Co prawda filmowi nie można odmówić wszelkich zalet. Na pewno jest stylowy, na pewno jest subtelny. I tu chyba trafiamy na źródło powodzenia "Najemnika". Kino dzisiejsze jest brutalne,  okrutne i brak mu wszelkiej subtelności. W tej sytuacji, na tle rzeczy, które się w kinie dzieją, "Najemnik" może się wydawać utworem wysocy oryginalnym.

## Nagrody[12]
| Rok  | Nazwa/Wydarzenie         | Nagroda/Kategoria                                     | Nominowany     | Rezultat   |
| ---- | ------------------------ | ----------------------------------------------------- | -------------- | ---------- |
| 1973 | MFF w Cannes             | Złota Palma                                           | Alan Bridges   | nagroda    |
| 1974 | BAFTA                    | Najlepsza scenografia                                 | Natasha Kroll  | nagroda    |
| 1974 | BAFTA                    | Najlepsze kostiumy                                    | Phyllis Dalton | nagroda    |
| 1974 | BAFTA                    | Najbardziej obiecujący debiut aktorski w głównej roli | Peter Egan     | nagroda    |
| 1973 | National Board of Review | Top Ten Films                                         |                | 3. miejsce |